# Комплемент графа
У теорији графова, комплемент или инверз графа {\displaystyle G} је граф {\displaystyle H} са истим скупом чворова, такав да су два чвора из {\displaystyle H} суседна ако и само ако та два чвора нису суседна у графу {\displaystyle G}. То јест, комплемент графа се добија тако што се додају све недостајуће гране, а уклоне оне које су већ биле у графу. Овде се не ради о комплементу скупа графа; само се гране комплементирају.

## Формална конструкција
Ако је дат граф {\displaystyle G(V_{G},E_{G})} са чворовима {\displaystyle V_{G}} и гранама {\displaystyle E_{G}}, његов комплемент {\displaystyle H(V_{H},E_{H})}, се конструише на следећи начин:
- {\displaystyle V_{H}=V_{G}} и
- за клику {\displaystyle K^{n}(V_{K},E_{K})} од {\displaystyle n=|V_{G}|} чворова, важи {\displaystyle E_{H}=E_{K}\setminus E_{G}}.